# ArchiCAD
Archicad ist eine CAD/BIM-Software für Architekten, die vom Unternehmen Graphisoft entwickelt wird. Graphisoft ist Teil der Nemetschek Group.

## Produktübersicht
Es handelt sich um eine Entwicklung für das Bauwesen. Grundlage ist das sogenannte BIM (Building Information Modeling), das früher bei Graphisoft Virtuelles Gebäude genannt wurde: es werden 3D-Modelldaten, Massen, Materialeigenschaften, Klassifizierungen und Eigenschaften gespeichert. Daraus können Planungen in allen Leistungsphasen der Architektur wie Werkplanung, gerenderte Modelle, Massenlisten, Wohnflächenberechnungen, Detailpläne, Stücklisten erzeugt werden oder über die IFC-Schnittstelle das 3D Gebäudemodell an ein Ausschreibungsprogramm übergeben werden.
Die aktuelle Version (2023) lautet Archicad 27, unterstützte Betriebssysteme sind Microsoft Windows 10, Apple Mac OS X auf Intel-CPU und ARM-Architektur. Das Dateiformat für Standardprojekte lautet PLN. Weitere Archicad-Dateiformate sind PLA (Planarchive), TPL (Projektvorlagen), MOD (Planmodule) und PMK (PlotMaker-Dateien). Schnittstellen sind vorhanden für DXF-, DWG-, IFC- und DGN-Dateien.
Seit Archicad 13 gehört der BIM Server zum Programm, seit 2018 heißt der BIM Server BIMcloud Basic und ist im Lieferumfang von Archicad enthalten. Die kostenpflichtige Variante heißt BIMcloud und bietet einen erweiterten Funktionsumfang. Mit der BIMcloud und Archicad kann der Nutzer mit Teamwork 2.0 arbeiten; dabei arbeiten mehrere Nutzer zeitgleich von verschiedenen Rechnern an einem Projekt, das auf der BIMcloud gehostet wird. Seit 2020 gibt es zusätzlich BIMcloud as a Service, das ohne zusätzliche Hardware auskommt und einfach gemietet werden kann.
Zu Archicad sind verschiedene Zusatzprodukte erhältlich, die den Leistungsumfang erweitern.

## Lizenzierung
Archicad ist als kommerziell nutzbare Version, als Studentenversion oder als 30 Tage gültige Testversion verfügbar. Zusätzlich gibt es die Archicad Start Edition, die günstiger ist, aber nicht alle Funktionen bietet.
Seriennummern für die kostenlose Studentenversion oder die Testversionen werden auf myArchicad.com nach der Registrierung bereitgestellt.
Daten der Archicad-Studentenversion sind kompatibel mit der Vollversion, werden aber durch ein Wasserzeichen kenntlich gemacht. Ein mit der Studentenversion erstelltes Projekt behält das Wasserzeichen. Ein mit der Start Edition erstelltes Projekt hat kein Wasserzeichen.
In der 30-Tage-Testversion können Daten gespeichert werden, die mit der Vollversion kompatibel sind.